# Ficus chaparensis
Ficus chaparensis là một loài thực vật có hoa trong họ Moraceae. Loài này được C.C.Berg & Villav. mô tả khoa học đầu tiên năm 2003.